# Книжка дружбы
Книжка дружбы (англ. friendship book) — маленький буклет для обмена адресами, сделанный из нескольких скрепленных вместе листов бумаги или одного большого сложенного определённым образом. Применяется (чаще в англоязычной среде) для поиска новых друзей по переписке.

## Использование
Человек, который делает книжку дружбы, пишет на обложке свой адрес и адрес того, кому предназначена книжка дружбы. В качестве получателя можно указать себя или другого человека. Книжка пересылается от одного человека к другому, и каждый вписывает в неё свой адрес. Кроме того можно сообщить о своих интересах (коллекционирование открыток, марок и т. п.). Когда не остаётся места для новых адресов, книжка отсылается получателю, который указан на обложке. Особый интерес для очередного получателя и конечного адресата представляет то, в каких странах и на каких континентах побывала данная книжка дружбы.
В немецкоязычной культуре книжкой дружбы (album amicorum) называется поэтический альбом, а также альбом с автографами. Такая книжка хранится у создателя, никуда не пересылается и служит для коллекционирования воспоминаний о встречах с различными людьми. Традиция создания таких книжек родилась во времена Реформации и изначально содержала автографы известных деятелей Реформации.

## Применяемые аббревиатуры
- A/A (Answers All) = отвечу всем
- A/M (Answers Most) = отвечу большинству
- A/S (Answers Some) = отвечу некоторым
- Addy (Address) = адреса
- AVF (Answers Very Few) = отвечу немногим
- BD (Birthday) = день рождения
- DOB (Date of Birth) = день рождения
- Envie (Envelope) = вложите конверт
- ICR (I Can Return) = я могу вернуть (значит, что этот человек может вернуть книжку дружбы владельцу)
- LLP (Long Letter Pal) = длинные письма (значит, что ищется человек, который может будет посылать длинные письма)
- N& N FBS (Nice and Neat Friendship Books) = аккуратные и чистые книжки дружбы
- NPW (New Pen Pals Wanted) = ищу новых друзей по переписке
- NSW (New Swappers Wanted) = новые друзья для обмена (марками, открытками, монетами и т. д.)
- SAHM (Stay at home mom) = домохозяйка
- SASE (Self addressed stamped envelope) = вложите конверт с адресом и маркой
- SNNP (Sorry No New Pen Pals) = извините, не надо новых друзей по переписке
- WAHM (Work at home mom) = домохозяйка